# Atresia

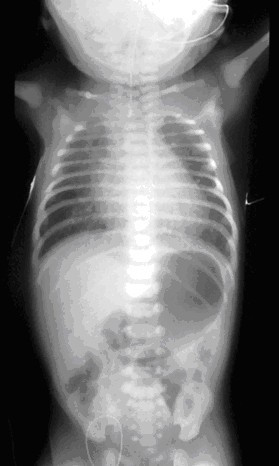
Radiografia dell'addome in un caso di atresia dell'esofago

L'atresia è una malformazione congenita di un organo cavo caratterizzata dall'assenza di pervietà di un canale o di un orifizio normalmente aperti.

## Etimologia
Atresia deriva dal greco antico τρῆσις, perforazione, preceduto dall'alfa privativa e significa mancante di pervietà.

## Forme di atresia

### In gastroenterologia

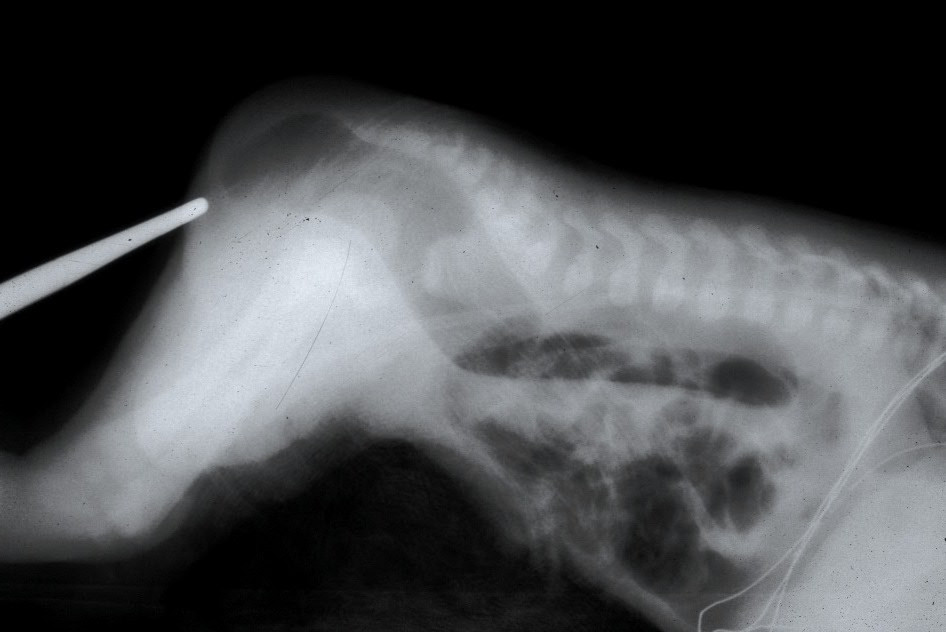
Radiografia in un caso di atresia anale

- Atresia esofagea
- Atresia del piloro
- Atresia biliare
- Atresia biliare extraepatica
- Atresia duodenale
- Atresia digiunoileale
- Atresia anale

### In otorinolaringoiatria
- Atresia auricolare
- Atresia delle coane

### In ginecologia
- Atresia vaginale

### In cardiologia
- Atresia della tricuspide
- Atresia polmonare, ovvero stenosi congenita dell'arteria polmonare

### In urologia
- Atresia uretrale
- Atresia ureterale